# Aleksandr Krasnov
Aleksandr Gennadyevich Krasnov (em russo:  Александр Геннадиевич Краснов; nascido em 7 de abril de 1960) é um ex-ciclista soviético.
Conquistou a medalha de ouro na prova de perseguição por equipes para União Soviética nos Jogos Olímpicos de Moscou 1980.